# Bridal Suite
Pour plus de détails, voir Fiche technique et Distribution.

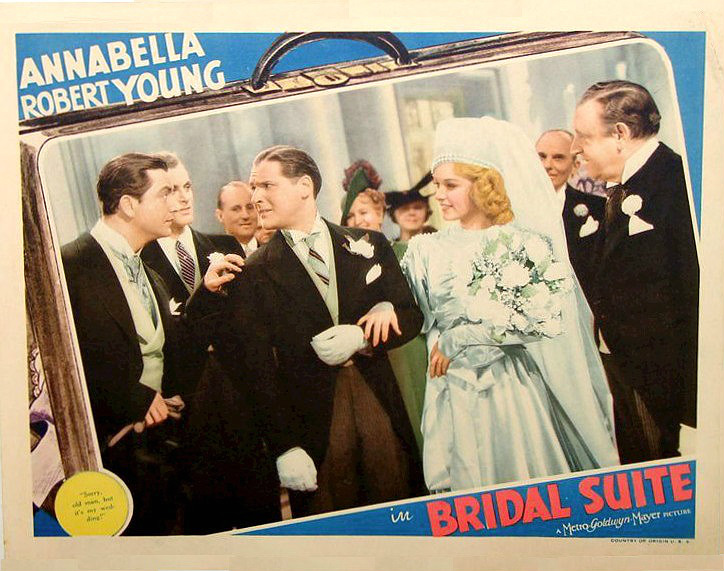
Suite nuptiale

Bridal Suite est un film américain réalisé par Wilhelm Thiele, sorti en 1939.

## Fiche technique
- Titre : Bridal Suite
- Réalisation : Wilhelm Thiele
- Scénario : Samuel Hoffenstein, Gottfried Reinhardt et Virginia Faulkner (en)
- Direction artistique : Cedric Gibbons
- Décors : Edwin B. Willis
- Photographie : Clyde De Vinna
- Montage : Frank E. Hull
- Société de production : Metro-Goldwyn-Mayer
- Pays de production: États-Unis
- Format : Noir et blanc - 1,37:1
- Genre : comédie
- Durée : 70 minutes
- Date de sortie : 1939

## Distribution
- Annabella : Luise Anzengruber
- Robert Young : Neil McGill
- Walter Connolly : Dr Grauer
- Reginald Owen : Sir Horace Bragdon
- Gene Lockhart : Cornelius McGill
- Arthur Treacher : Lord Helfer
- Billie Burke : Mme McGill
- Virginia Field : Abbie Bragdon
- Felix Bressart : Maxl